# Servicio a la rusa

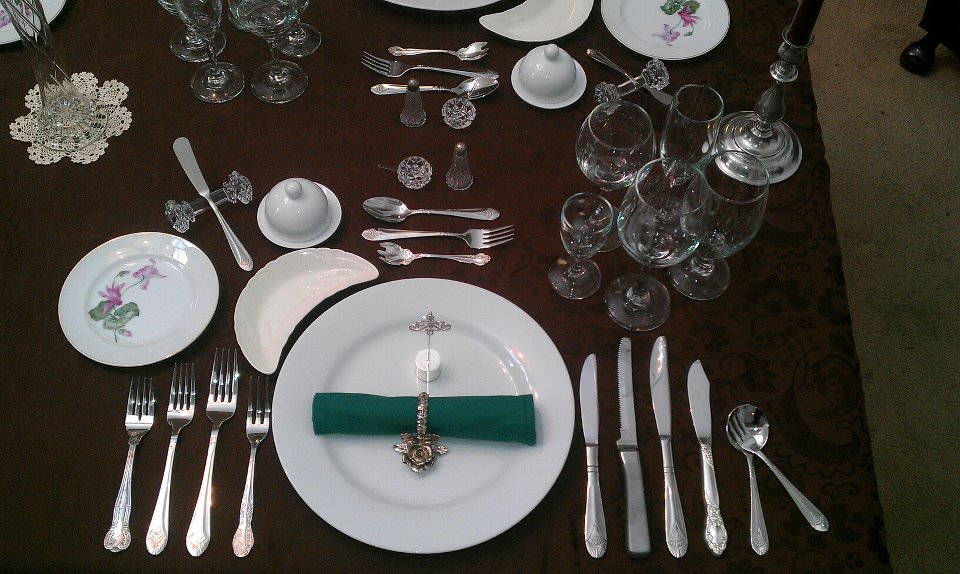
Servicio a la rusa de comida de ocho platos, configuración de lugar para una persona

El servicio a la rusa (del francés service à la russe) consiste en una forma elegante de servicio de mesa. Por regla general el jefe de cocina prepara las grandes piezas de alimentos, generalmente bien decoradas, y se llevan en un carrito a la mesa del cliente con el adorno. Un camarero que tiene a su cargo ser jefe de cortes (trinchador) procede a cortar delante del cliente las piezas. El servicio a la rusa se combina generalmente con el servicio a la inglesa. Se procede con este servicio una vez que se han cortado las piezas.

## Historia
El príncipe ruso Alexander Kurakin se acredita haber sido el primero en haber realizado esta práctica en Francia a mediados del siglo XIX.

## Características
Por regla general, este servicio tiene ciertas características:
- Empleada más que otros servicios de mesa y con suficiente preparación.
- Requiere de una disposición de las mesas en el local para que pueda ser transportado el carro a la mesa y mostrarse la comida a los comensales sin molestar a otras mesas. Locales de más tamaño, o de menos mesas.
- Mayor número de utensilios en el salón: cuchillo, afiladores, gueridón (mesa de servicio), mesa de flambear, mesa caliente, etc.
- Pese a su nombre, parece ser que se originó en Francia a principios del siglo XIX, probablemente como servicio de mesa del embajador ruso Alexander Kurakin.
- Al sentarse a la mesa, los comensales se encuentran con un plato vacío –el plato de servicio– sobre el que se coloca una servilleta, así como toda la cubertería necesaria, a excepción de cubiertos de postre y, en algunas ocasiones, cubiertos específicos como son los cuchillos de carne o pescado.
- Se espera del comensal que nada más sentarse coloque la servilleta sobre su regazo. Tras elegir aquello que se va a comer, se retira el plato de servicio y se van trayendo los platos encargados siguiendo un orden específico –usualmente: sopa y entremeses, primeros y segundos platos, postres–.
- Los platos son servidos totalmente preparados y presentados, sin requerir ninguna acción por parte del servicio.
- Usualmente, según se vaya acabando de comer un plato, este es retirado y sustituido por el siguiente sin esperar al resto de comensales, aunque esto se vea afectado por los tiempos del comedor y cocina; además, tradicionalmente se hace esperar para los entremeses y el plato principal.
- El maître actúa aquí de jefe de sala, pero no toma parte activa en servir platos, dado que estos vienen ya preparados y presentados de cocina. Los camareros solo tienen que servir un plato ya preparado, por lo que se requiere de todo el personal una menor formación.
- El chef y el personal de cocina se encargan del emplatado y la presentación, y en general tienen mayor protagonismo que en el servicio a la francesa. Por ello, este servicio, mucho más dinámico, es el más empleado hoy en día.

## Comida de ocho platos
Una cena completa tradicional europea por lo general consiste en lo siguiente:
- 1 plato: una selección de hors d'oeuvres calientes y/o fríos, puede incluir caviar.
- 2 plato: una variedad de ensaladas (no ensalada de jardín, ver fotos abajo).
- 3 plato: sopa.
- 4 plato: pescado.
- 5 plato: sorbete como un limpiador de paladar.
- 6 plato: ensalada verde ligera.
- 7 plato: plato principal con uno o más platos de acompañamiento.
- 8 plato: una selección de postres, con té o café caliente.

|                  |
| Salad pod shuboi |

|                  |
| Aspic con huevos |

|                           |
| Aspic servicio individual |

|               |
| Ensalada rusa |

|                                     |
| Kartoffelsalat o ensalada de patata |

|             |
| Baba ganush |

|         |
| Terrina |

|                    |
| Ensalada de mimosa |